# Карвіна (футбольний клуб)
МФК «Карвіна» (чеськ. Městský fotbalový klub Ostravsko-karvinské doly Karviná a.s.) — чеський футбольний клуб з однойменного міста, заснований у 2003 році. Виступає у Першій лізі. Домашні матчі приймає на Міському стадіоні, місткістю 4 833 глядачі.